# Savissivik
Savissivik (o Savigsivik o Havighivik in Inuktun, dialetto groenlandese locale) è un minuscolo villaggio della Groenlandia di 78 abitanti (gennaio 2005). Si trova a 76°01'24"N 65°04'53"O; è situato su un'isoletta nella Baia di Melville presso la costa sud della Penisola di Hayes. Il nome significa il luogo del meteorite di ferro, per via delle numerose cadute di meteoriti nell'area: uno di essi, pescato nel 1968, è il sesto meteorite più grande del mondo. Il paese appartiene al comune di Avannaata. Le attività principali sono caccia e pesca, soprattutto di narvali, foche, orsi polari e auk, uccelli tipici del luogo; la carne in eccesso viene spedita in altre parti della Groenlandia. Seppur minuscolo, questo villaggio ha una scuola moderna, una chiesa, un negozio e una piccola biblioteca; non ci sono medici, ma ogni anno un dottore e un dentista arrivano da Qaanaaq a visitare gli abitanti. Savissivik è collegato alle altre città da un traghetto che arriva ogni anno in agosto e da un elicottero che trasposta passeggeri e lettere una o due volte la settimana; nel periodo buio dell'inverno (durante la Notte polare), se c'è cattivo tempo l'elicottero può anche non farsi vedere per tre settimane.